# Sankt Colomann (Velburg)
Sankt Colomann oder Walkertswinn‚ ist ein amtlich benannter Ortsteil der Stadt Velburg im Landkreis Neumarkt in der Oberpfalz in Bayern.

## Geographische Lage
Der Weiler liegt ca. 2 km nordöstlich der Stadt Velburg im Oberpfälzer Jura der Frankischen Alb auf ca. 547 m ü. NHN in einer Senke zwischen den Erhebungen Osterberg (625 m ü. NHN) der Colomanner Höhe im Südwesten, Bockenberg (620 m ü. NHN) im Norden, Latschenberg (600 m ü. NHN) im Nordosten und Schleicherberg (594 m ü. NHN) im Südosten. 400 m entfernt ist die Begrenzung des Truppenübungsplatzes Hohenfels.

## Verkehr
Sankt Colomann liegt an der Kreisstraße NM 36. Etwa 2 km nordwestlich des Ortes mündet diese Straße in die Kreisstraße NM 1.

## Geschichte
Die im ausgehenden 19. Jahrhundert gemachten vorzeitlichen Funde in Höhlen um St. Kolomann stellten sich als Fälschungen eines gewissen Federl von St. Kolomann heraus.
Als einer von mehreren „–winn–Orten“ könnte der Weiler als Ansiedelung von slawischen Kriegsgefangenen durch das fränkische Königtum entstanden sein. „Walkerswinden“ erscheint erstmals um 1325/26 in der ersten Güterbeschreibung des Klosters Kastl, das dort 4 Huben besaß. Um 1600 bestand der Weiler im kurpfälzischen Amt Velburg aus 6 Gütern der Herrschaft Helfenberg, die um 1370/80 durch Verkauf der Ehrenfelser von der Herrschaft Helfenberg und 1399 durch Verkauf vom Kloster Kastl an den Pfalzgraf Ruprecht gekommen waren. Am Ende des Alten Reiches, um 1800, bestand St. Colomann, auf der Grenze zwischen dem Pflegamt Velburg und der Herrschaft Helfenberg gelegen, aus den 3 Anwesen Löchinger, Löchinger, Schön des Amtes Velburg und 4 der Herrschaft Helfenberg.
Im Königreich Bayern (1806) wurden nach einer Verordnung vom 13. Mai 1808 Steuerdistrikte gebildet, darunter der Steuerdistrikt Sankt Wolfgang im Landgericht Parsberg, dem die Ortschaften Sankt Wolfgang, Sankt Colomann, Helmsricht (Diesenhof), Grünthal/Richterhof und Sommertshof zugeteilt waren. Mit dem zweiten Gemeindeedikt von 1818 entstand daraus die Ruralgemeinde Sankt Wolfgang, aber bereits 1830 wurde diese Gemeinde mit der Gemeinde Reichertswinn vereinigt. Die Kinder gingen zur Schule in den Pfarrort Velburg, wo sie – so 1836 – von zwei Lehrern unterrichtet wurden.
Im Zuge der Gebietsreform in Bayern wurde die Gemeinde Reichertswinn  und damit auch der Weiler St. Colomann am 1. April 1971 nach Velburg eingemeindet.

### Einwohnerzahlen
Der Weiler hatte
- 1836 49 Einwohner, 8 Häuser in „Walkerswinn, Kirche S. Colomani“,[9]
- 1867 48 Einwohner, 15 Gebäude in „Kolomann (Wolkerwinn)“,[10]
- 1871 43 Einwohner, 16 Gebäude in „Sct. Colomann (Walkertswinn)“, im Jahr 1873 einen Großviehbestand von 2 Pferden und 47 Stück Rindvieh,[11]
- 1900 53 Einwohner, 10 Wohngebäude in „St. Colomann (Walkertswinn)“,[12]
- 1925 54 Einwohner, 9 Wohngebäude in „Sankt Colomann (Walkertswinn)“,[13]
- 1938 52 Einwohner (nur Katholiken) in „S. Colomann (Walkertswinn)“,[14]
- 1950 53 Einwohner, 9 Wohngebäude in „Sankt Colomann (Walkertswinn)“,[15]
- 1987 38 Einwohner, 8 Wohngebäude, 9 Wohnungen.[16]

Heute zählt St Colomann 18 Anwesen.

### Kirchliche Verhältnisse
Walkerswinn mit seiner Kirche St. Colomann gehörte zur Pfarrei Oberweiling. 1580/84 wurde unter Pfalzgraf Ottheinrich,  Pfalz-Neuburg, der Protestantismus eingeführt. Die Rekatholisierung erfolgte um 1621/25. 1732 wurde die ruinöse Kirche St. Colomann unter den Grafen von Tilly neu gebaut und mit ihren drei Altären 1735 benediziert. Die Kirche ist dem heiligen Kolomann geweiht, einem irischen Wandermönch, der dem Ort seinen jetzigen Namen gab. Sie gilt als Baudenkmal. 1817 erfolgte die Umpfarrung nach Velburg.

## Sagen
- Drei nebeneinander stehende Felsen in der Nähe, genannt die „drei steinernen Jungfrauen“, sollen der Sage nach drei Töchter eines Grafen von Velburg darstellen, die dieser bei ihrer Entführung verfluchte, so dass sie „zu stain geworden“ sind.[20]
- „Vor Zeiten“ soll eine Bauer von St. Colomann verpflichtet gewesen sein, am Kirchweihfest der Pfarrkirche Lengenfeld dort während des Gottesdienstes sein Opfer in einem roten Beutel auf den Altar zu legen.[21]